# 約翰斯頓嶺
80°8′S 156°40′E / 80.133°S 156.667°E
約翰斯頓嶺（英語：Johnstone Ridge）是南極洲的山嶺，位於沙克爾頓海岸，處於哈瑟頓冰川南面，屬於不列顛嶺的一部分，全長13公里，現時由南極條約體系管理。